# میدو ولی (کالیفرنیا)
میدو ولی (به انگلیسی: Meadow Valley) یک منطقهٔ مسکونی در ایالات متحده آمریکا است که در شهرستان پلوماس، کالیفرنیا واقع شده‌است. میدو ولی ۲۲٫۰۶۶ کیلومتر مربع مساحت و ۴۶۴ نفر جمعیت دارد و ۱٬۱۵۱ متر بالاتر از سطح دریا واقع شده‌است.